# Parque Nacional La Tigra
Parque Nacional La Tigra är en nationalpark i Honduras.   Den ligger i departementet Departamento de Francisco Morazán, i den centrala delen av landet, 20 km nordost om huvudstaden Tegucigalpa. Parque Nacional La Tigra ligger 1 646 meter över havet.